# Кургаш (приток Урала)
Кургаш — река в России, протекает по Башкортостану. Устье реки находится в 2381 км по правому берегу реки Урал. Длина реки составляет 21 км.

## Данные водного реестра
По данным государственного водного реестра России относится к Уральскому бассейновому округу, водохозяйственный участок реки — Урал от истока до Верхнеуральского гидроузла. Речной бассейн реки — Урал (российская часть бассейна).
Код объекта в государственном водном реестре — 12010000112112200001412.